# Susie Atwood
Susie Atwood (n. 5 iulie 1953, Long Beach, California, SUA) este o înotătoare ce a reprezentat Statele Unite ale Americii, medaliată olimpică. A participat la două ediții ale Jocurilor Olimpice (1968, 1972) în care a câștigat două medalii de argint și o medalie de bronz.